# Babia Turnia
Babia Turnia (niem. Hexenturm, słow. Babia veža, węg. Boszorkány-torony) – turnia w orograficznie lewych zboczach Doliny za Tokarnią w słowackich Tatrach Bielskich. Znajduje się w lesie w środkowej części tej doliny, zwanej Babią Doliną, kilkadziesiąt metrów poniżej Gołego Wierchu. Jest największą w grupce skał tworzących pas skałek na tym zboczu. Babia Turnia opada do Babiej Doliny urwiskiem o wysokości około 50 m.
Autorem nazwy turni jest Władysław Cywiński. Powyżej Babiej Turni prowadzi ścieżka z Doliny pod Koszary przez Goły Wierch i Babią Dolinę do Doliny Czarnej.